# Friedemann Andreas Zülich
Friedemann Andreas Zülich (* 31. Mai 1687 in Jena; † 10. Dezember 1748 ebenda) war ein deutscher evangelischer Geistlicher und Hochschullehrer.

## Leben
Friedemann Andreas Zülich war der Sohn des Konsistorialrats und Superintendenten Michael Zülich (1653–1721) und dessen Ehefrau Agatha Wilhelmina (1667–1717), Tochter des Superintendenten Wilhelm Zesch. Sein Bruder war Johann Otto Zülich, Arzt in Quedlinburg.
Er besuchte die Stadtschule in Jena und anschließend das Gymnasium Halle. Nach Beendigung seiner schulischen Ausbildung immatrikulierte er sich an der Universität Halle, hörte dort Vorlesungen unter anderem bei Johann Franz Buddeus und setzte sein Studium später an der Universität Leipzig mit Vorlesungen bei Gottfried Olearius, Johann Gottlieb Hardt (Politik), Gottlieb Gerhard Titius (Recht der Natur), Jacob August Franckenstein (Staatsrecht), Nikolaus Lütkens (1675–1736) (Kirchenhistorie), der später Prediger in Billwerder bei Hamburg wurde, Christian Reineccius (Hebräisch) wurde und Johann Burchard Mencke (Historie). Während seines Aufenthaltes hatte er die Möglichkeit bei Thomas Ittig zu essen.
Er setzte sein Studium an der Universität Jena mit Vorlesungen bei Michael Förtsch (Theologie), Johann Andreas Danz, bei dem er auch arabisch erlernte, und erneut bei Buddeum, der inzwischen nach Jena versetzt worden war, fort, und erhielt dort 1706 seinen Magister.
Im Mai 1710 ging er an die Universität Rostock und hörte dort Vorlesungen bei Fechten, Zacharias Grape und Johann Peter Grünenberg. Nach einer Reise 1714 durch Niedersachsen und Holland, bei der er die Universitäten von Helmstedt, Rinteln, Duisburg, Leiden, Utrecht, Harderwiejk, Franeker und Groningen besuchte, unternahm er von 1715 bis 1719 eine Bildungsreise durch Italien, der Schweiz und Frankreich. In Venedig hielt er mehrere Predigten bei der evangelischen Kaufmannschaft im Fondaco dei Tedeschi. Während dieser Reise erwarb er eine umfangreiche Bibliothek von seltenen und teils verbotenen Büchern, hierzu gehörte unter anderem Pars Operum Reverendi Patris, Ac Sacrae Theologiae Doctoris Martini Lutheri, Augustiniani Wittenbergensis.
Während seiner Bildungsreise wurde er 1715 durch Herzog Johann Wilhelm von Sachsen-Eisenach zum Konsistorialrat ernannt und im gleichen Jahr erhielt er am 16. Juli 1715 seinen Dr. theol. und das Lizenziat der Theologie an der Universität Rostock, das ihn berechtigte theologische Vorlesungen zu halten.
Nach seiner Rückkehr nach Jena hielt er als Privatdozent in der theologischen Fakultät Vorlesungen an der Universität Jena; diese behandelten unter anderem die Themen Augsburgische Konfession, Kirchenhistorie und Exegese.

## Schriften (Auswahl)
- Friedemann Andreas Zülich; Albert Sutor: Disquisitionis theologicae de notitia divini sermonis literali. Rostochii : Schwigerovius, 1715.
- Auxiliante Summo Numine specimen inaugurale theologicum de Theologia Daemonum. Wittembergae, 1718.
- Meditatio theologica ad parabolam Matth. XIX., v. I. ad XVI., de operariis in vinea placidae theologorum disqusitioni submissa. Jenae aere Marggrafiano 1741.
- Vindiciae vaticinii Jesaiae prophetae capite vii, commate xiv & xv, de Immanuele Virginis filio Jesu Christo. Jenae, 1742.